# Judith Henry
Pour les articles homonymes, voir Henry.
Judith Henry, née le 16 mai 1968 dans le 12e arrondissement de Paris, est une actrice française.

## Biographie
Judith Henry apprend le métier d'actrice à l’École des enfants du spectacle et à l’École nationale du cirque.
Après des débuts au théâtre, elle est découverte en 1990 par le grand public dans le film La Discrète, dont elle tient le rôle féminin principal aux côtés de Fabrice Luchini. Ce film lui vaut le César du meilleur espoir féminin. Elle tient ensuite l'un des rôles principaux de Germinal, réalisé par Claude Berri.
Elle privilégie ensuite le théâtre et raréfie ses apparitions au cinéma. Depuis la fin des années 2000, elle apparaît plus fréquemment au cinéma, dans des rôles secondaires.
En 2018, elle tient sur scène le rôle des quatre femmes homonymes répondant successivement au nom de Anna Girardin que rencontre le personnage de Liza Blanchard avant de rencontrer celle qu'elle recherche dans la pièce À la trace d'Alexandra Badea, créée au TNS par Anne Théron, puis jouée à La Passerelle de Saint-Brieuc et à La Colline de Paris.

## Filmographie

### Cinéma
- 1989 : Après la guerre de Jean-Loup Hubert
- 1990 : L'Amour de Philippe Faucon
- 1990 : La Discrète de Christian Vincent
- 1991 : Transit de René Allio
- 1992 : Listopad de Łukasz Karwowski (en)
- 1993 : Germinal de Claude Berri
- 1994 : Adeus Princesa de Jorge Paixão da Costa (pt)
- 1995 : ...à la campagne de Manuel Poirier
- 1995 : Les Apprentis de Pierre Salvadori
- 1996 : Le Bel Été 1914 de Christian de Chalonge
- 1998 : Restons groupés de Jean-Paul Salomé
- 1999 : Le Nombre i de Dominique Perrier, court métrage
- 2003 : Après tout de César Campoy, court métrage
- 2005 : La Maison de Nina de Richard Dembo
- 2005 : Avaler des couleuvres de Dominique Perrier, court métrage
- 2007 : Parc d'Arnaud des Pallières
- 2007 : L’Homme qui marche d'Aurélia Georges
- 2008 : Parade nuptiale d'Emma Perret, court métrage
- 2008 : Les Grandes Personnes d'Anna Novion
- 2009 : La Poudre d'escampette de Catherine Corsini
- 2010 : Dernier étage, gauche, gauche d'Angelo Cianci
- 2012 : L'Autre Sang de François Tchernia et François Vacarisas, court métrage
- 2013 : Rendez-vous à Kiruna d'Anna Novion
- 2013 : Je fais le mort de Jean-Paul Salomé
- 2014 : Les Vacances du Petit Nicolas de Laurent Tirard
- 2016 : Le Voyage au Groenland de Sébastien Betbeder
- 2022 : Kompromat de Jerome Salle [7]

### Télévision
- 1982 : Le Piano des songes de Michel Vuillermet
- 1988 : Un médecin des lumières de René Allio
- 1988 : Phèdre de Pierre Cardinal
- 1990 : Imogène : Notre Imogène de Sylvain Madigan
- 1999 : Sade en procès de Pierre Beuchot
- 2003 : Les Enfants du miracle de Sébastien Grall
- 2004 : Haute Coiffure de Marc Rivière
- 2008-2016 : Un village français de Philippe Triboit et Jean-Philippe Amar
- 2010 : L'Appel du 18 Juin de Félix Olivier
- 2011 : Xanadu de Podz et Jean-Philippe Amar
- 2011 : Le Cas de madame Luneau de Philippe Bérenger
- 2013 : Les Limiers : Mauvaise herbe d'Alain DesRochers
- 2017 : Les Témoins de Hervé Hadmar (saison 2)
- 2020 : Le Bureau des Légendes d'Éric Rochant (saison 5)
- 2025 : 37 Secondes de Laure de Butler

## Théâtre
- 1985 : Baal de Bertolt Brecht, mise en scène Robert Cantarella, théâtre du Quai de la gare
- 1991 : Roberto Zucco de Bernard-Marie Koltès, mise en scène Bruno Boëglin, TNP Villeurbanne, théâtre de la Ville
- 1995 : Sa maison d’été de Jane Bowles, mise en scène Robert Cantarella, La Coursive, théâtre national de la Colline, Théâtre Daniel Sorano Toulouse, Théâtre du Port de la lune
- 1995 : Imprécation IV de Michel Deutsch, mise en scène de l'auteur, théâtre national de Strasbourg
- 1995 : Va t'en chercher le bonheur et ne reviens pas les mains vides, montage de textes (Nathanael West, Bertolt Brecht, Youri Gagarine, Kafka…), mise en scène Mathieu Bauer, théâtre national de Bretagne, théâtre en mai-Dijon
- 1996 : Va t'en chercher le bonheur et ne reviens pas les mains vides, mise en scène Mathieu Bauer, théâtre de la Cité internationale
- 2000 : Quatorze isbas rouges d'Andreï Platonov, mise en scène Christophe Perton, théâtre national de la Colline
- 2003 : Manuscrit corbeau de Max Aub, mise en scène Nicolas Bigards, MC93 Bobigny
- 2003 : L'Exercice a été profitable, Monsieur d'après Serge Daney, MC93 Bobigny
- 2004 : Les Sacrifiées de Laurent Gaudé, mise en scène Jean-Louis Martinelli, théâtre Nanterre-Amandiers
- 2005 : Les Bonnes de Jean Genet, mise en scène Bruno Boëglin, théâtre Nanterre-Amandiers, théâtre Vidy-Lausanne
- 2005 : Rien ne va plus, mise en scène Mathieu Bauer, MC93 Bobigny
- 2006 : Top Dogs - Vous êtes viré, Monsieur... d'Urs Widmer, mise en scène Mathieu Bauer, nouveau théâtre de Montreuil
- 2007 : Tendre jeudi d'après John Steinbeck, mise en scène Mathieu Bauer, Festival d'Avignon
- 2007 : Kliniken de Lars Norén, mise en scène Jean-Louis Martinelli, théâtre Nanterre-Amandiers
- 2007 : Alta Villa - Contrepoint de Lancelot Hamelin, mise en scène Mathieu Bauer, théâtre Ouvert
- 2007 : Jackie d'après La Jeune Fille et la mort d'Elfriede Jelinek, mise en scène Marcel Bozonnet, Maison de la Culture d'Amiens
- 2008 : Kliniken de Lars Norén, mise en scène Jean-Louis Martinelli, Théâtre Nanterre-Amandiers, théâtre national de Nice, MC2, Théâtre du Gymnase
- 2008 : Le Canard sauvage d'Henrik Ibsen, mise en scène Yves Beaunesne, La Coursive
- 2009 : Tristan et ... de Richard Wagner adaptation Lancelot Hamelin et Mathieu Bauer, mise en scène Mathieu Bauer
- 2010 : Du mariage au divorce pièces en un acte de Georges Feydeau, mise en scène Alain Françon, théâtre national de Strasbourg, tournée
- 2011 : Du mariage au divorce pièces en un acte de Georges Feydeau, mise en scène Alain Françon, théâtre Marigny, Comédie de Reims, tournée
- 2013 : La femme gauchère de Peter Handke, mise en scène Christophe Perton, théâtre du Rond-Point
- 2013 : Projet Luciole, conception et mise en scène Nicolas Truong, Festival d'Avignon
- 2015 : L’avantage avec les animaux c’est qu’ils t’aiment sans poser de questions de Rodrigo García, mise en scène Christophe Perton, Théâtre du Rond-Point
- 2016 : Je suis Fassbinder mise en scène Stanislas Nordey, tournée, Théâtre national de la Colline
- 2016 : Interview de Nicolas Truong, Festival d'Avignon, tournée, théâtre du Rond-Point
- 2018 : A la trace d'Alexandra Badea, mise en scène Anne Théron, TNS, Théâtre des Célestins, Théâtre national de la Colline
- 2019 : Je suis Fassbinder de Falk Richter, mise en scène Stanislas Nordey, théâtre du Rond-Point
- 2019 : Cléopatre in love mise en scène Judith Henry et Christophe Fiat, Nouveau Théâtre de Montreuil
- 2020 : Je ne serais pas arrivée là si... adaptation du livre d'Annick Cojean. Festival Paroles citoyennes, Théâtre Libre
- 2023 : Wendy et Peter Pan adaptation du livre de J.M. Barrie par Jean-Christophe Hembert interprétée également par Jacques Chambon.

## Distinctions

### Récompenses
- César 1991 : César du meilleur espoir féminin pour La Discrète
- Prix du Syndicat de la critique 1992 : Prix de la révélation théâtrale dans Roberto Zucco

### Nominations
- César 1994 : César de la meilleure actrice dans un second rôle pour Germinal

### Décoration
- Chevalière de l'ordre des Arts et des Lettres (13 février 2015)[8].